# Lago Simcoe
El lago Simcoe (del inglés: Lake Simcoe) es un gran lago de Canadá ubicado al sur de la provincia de Ontario. Es el lago más grande de la provincia después del Nipigon, Seul y el Nipissing. Los primeros europeos que lo vieron en el siglo XVII lo llamaron Ouentironk ('agua bella'). Fue también llamado lago Toronto hasta que John Graves Simcoe (25 de febrero de 1752 – 26 de octubre de 1806), primer gobernador teniente entre 1791-1796, cambió el nombre para honrar a su padre.
La cuenca que desemboca en el lago alberga una población de aproximadamente medio millón de personas, incluida la parte norte del área metropolitana de Toronto. La Autoridad de Conservación de la Región del Lago Simcoe (Lake Simcoe Region Conservation Authority) es el organismo responsable de la protección del medio ambiente de la cuenca del lago.

## Historia
El lago Simcoe es una parte de un lago prehistórico mucho más grande llamado Algonquin. Hace 14.000 años la cuenca de ese lago abarcaba lo que hoy son los lagos Huron, Míchigan, Superior, Nipigon, y Nipissing. A finales de la era de hielo el derretimiento de los glaciares contribuyó a que se dividiera en partes, entre ellas el Simcoe.
Fue un importante punto de pesca de los pueblos de las Primeras Naciones que vivían en la zona.

## Geografía
El lago tiene unos 30 km de longitud y 25 km de anchura. Su superficie es de aproximadamente 725 km², a 219 m sobre el nivel del mar. Tiene forma de puño, con el dedo índice levantado y el pulgar extendido: el pulgar forma la bahía Kempenfelt, al oeste; la muñeca es el lago Couchiching, al norte; y el dedo extendido, la bahía Cook, al sur. Su profundidad media es de 15 m, la máxima de 41 m y su volumen es de 11,6 km³.

### Afluentes y efluentes
Hay algunos ríos que fluyen desde y hacia el lago Simcoe generalmente desde el norte, drenando una superficie de 2.581 km² de tierra. El río Talbot  fluye desde el este conectando el lago con la serie de lagos Kawarthauna y el lago Ontario. Los principales ríos y arroyos que fluyen en el lago son los ríos Bluffs, Beaverton, Holland, Maskinonge, Pefferlaw, Black, Talbot y White.
El lago drena a través del río Severn, de solo 30 km, que desemboca en la bahía Georgian del lago Hurón.

### Islas
El lago tiene varias islas más pequeñas, incluyendo la isla Torá, la isla Strawberry, la isla Snake y la isla Fox. El papa Juan Pablo II permaneció en la Isla Strawberry durante cuatro días, justo antes de la Jornada Mundial de la Juventud 2002. La isla más grande es Georgina la cual es habitada por los Ojibwa. 

## Medio ambiente
El lago Simcoe ha sido víctima de eutrofización. El lago ha registrado un descenso dramático de especies de peces, junto con un aumento de la proliferación de algas y el crecimiento de malezas acuáticas. fósforo emisiones de fuentes urbanas y rurales han alterado el ecosistema del lago y fomentó el crecimiento excesivo de plantas acuáticas, elevando la temperatura del agua, el oxígeno disminuye los niveles y la vida en el mismo.
Lago Simcoe ha sido víctima de varias especies invasoras.
El mejillón cebra, que llegó a aguas norteamericanas, en 1985 del mar Negro y mar Caspio. Los mejillones cebra son particularmente perjudiciales para el lago Simcoe, ya que aumentan la claridad del agua, permitiendo que la luz del sol que penetra hasta el fondo del lago, donde más algas y plantas acuáticas pueden crecer acelerar el proceso de eutrofización.
El lago cuenta con una fundación para  la conservación del lago y los alrededores, ya que varios pueblos y comunidades a orillas del lago dependen del Lago Simcoe para su agua potable.

## Usos recreativos

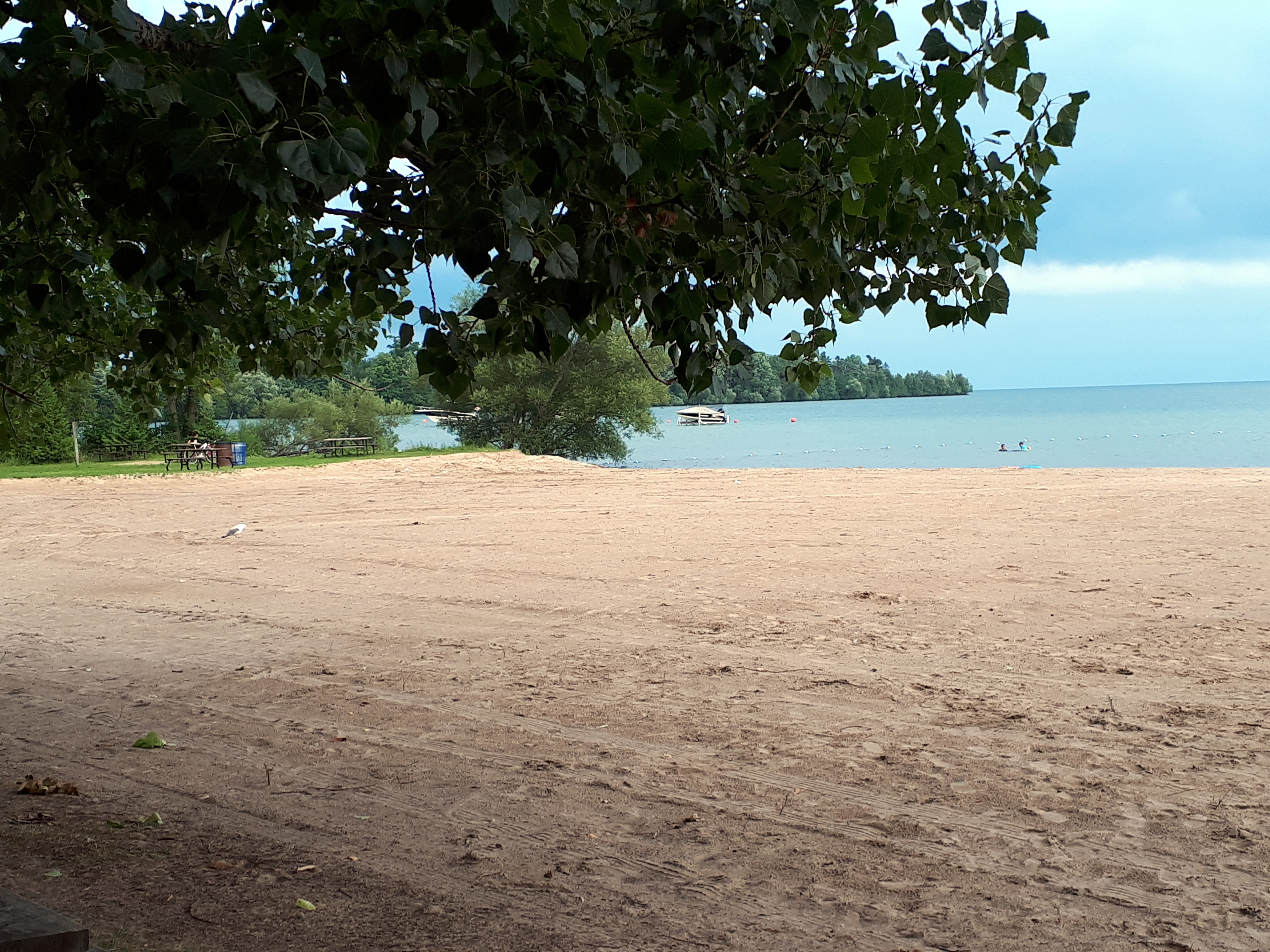
Zona de playa Lago Simcoe.

El lago tiene poca actividad comercial, pero muchos usos recreativos. En invierno, se congela por completo y en él se celebran una serie de competiciones de pesca en el hielo, siendo uno de los lagos más intensamente de pesca en Ontario. 
En el verano, la pesca sigue siendo una atracción, sin embargo, también hay una serie de carreras de póker, jet-ski, paseos en bote y otros eventos. El lago está rodeado de casas de verano.
Hay una serie de playas que atraen a visitantes porque tiene una reputación de agua limpia y caliente.